# Bolso

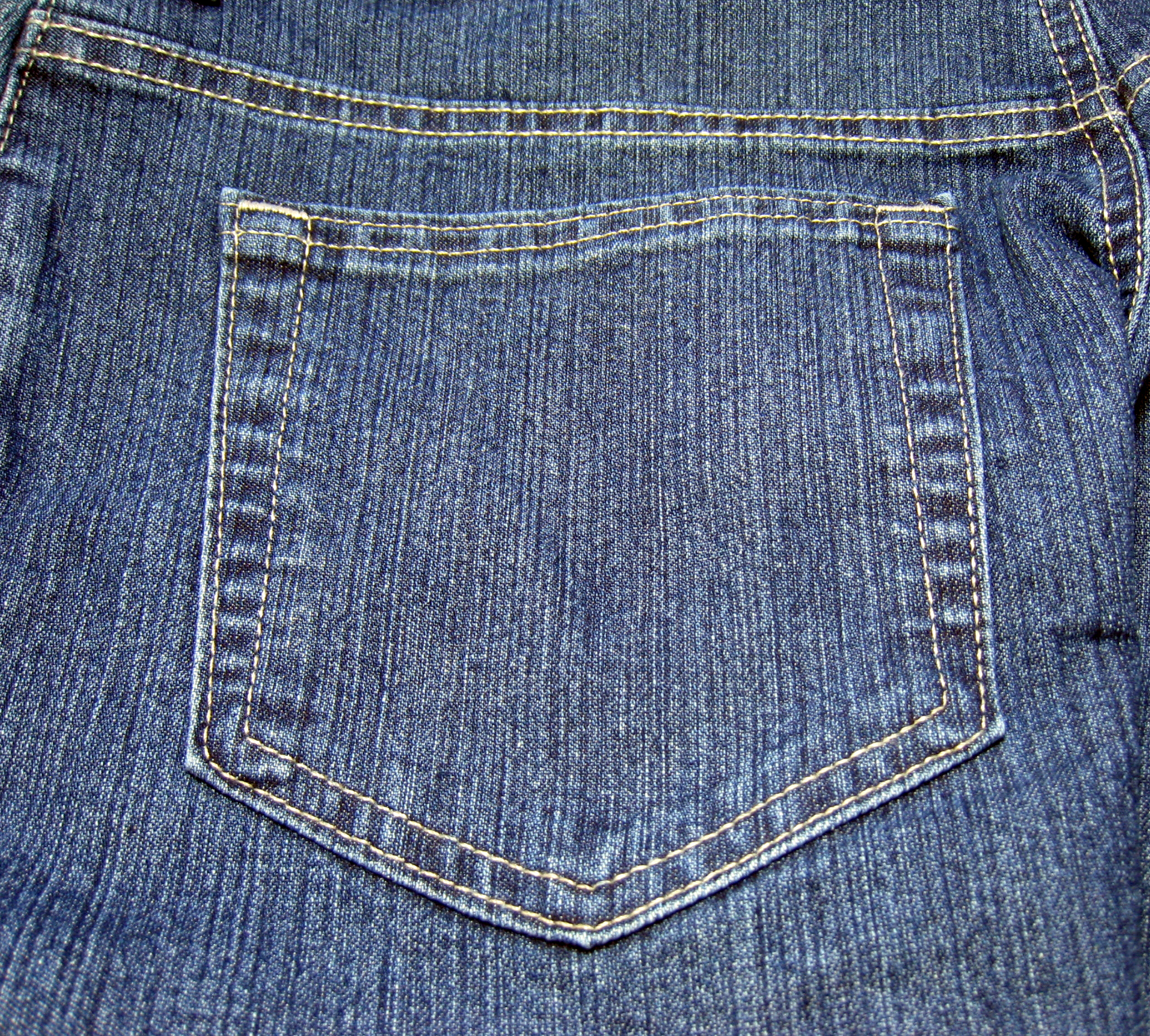
Bolso traseiro de uma calça jeans azul.

Bolso é a parte da roupa que funciona como uma pequena bolsa utilizada para guardar objetos. É encontrado em bermudas, calças, camisas, casacos, sobretudos, jaquetas, em alguns vestidos, etc. Sua origem deriva de uma pequena Bolsa, usada na Europa, que era carregada junto ao corpo presa através de uma espécie de cinto. Essa bolsa podia ficar entre duas peças de roupa, quando isso acontecia por vezes a peça mais externa possuía um pequeno corte que permitia acesso mais fácil à bolsa. Hoje, os bolsos, já integrados às peças de roupa, são encontrados em quase todo tipo de vestuários - calças, camisas, casacos, bermudas, sobretudos, jaquetas, alguns vestidos e saias, etc. 
Os bolsos começaram a ser costurados diretamente nas peças de roupas aproximadamente no ano de 1600, mas eram exclusivos do vestuário masculino. As mulheres precisavam improvisar, enrolando um saco com uma corda em volta da cintura, sob a saia, como se fosse uma pochete. O que era de difícil acesso, devido à várias camadas de roupas que eram usadas na época. Com a mudança das roupas das mulheres para vestidos de menos camadas, a pochete caiu em desuso. Somente por volta dos anos 1800 e 1900, com o surgimento do feminismo e de mulheres mais independentes, começaram a surgir bolsos em saias e as mulheres também começaram a usar calças, que tinham bolsos.
Também é conhecido como algibeira, sobretudo em Portugal, ou gibeira, no interior do Brasil.